# Stefan Przanowski
Stefan Przanowski (ur. 12 kwietnia 1874 w Słupcy, zm. 17 lutego 1938 w Krakowie) – polski inżynier-mechanik, przemysłowiec, działacz gospodarczy, minister aprowizacji, minister przemysłu i handlu.

## Życiorys
Syn Edwarda Przanowskiego (1845–1929), żołnierza Powstania Styczniowego, inżyniera powiatowego w Słupcy i Łęczycy, brat Władysława Przanowskiego (1880–1937), inżyniera i pedagoga, założyciela i dyrektora Państwowego Instytutu Robót Ręcznych w Warszawie, brat Jana Przanowskiego (1873–1941), adwokata, posła na Sejm RP w latach 1930–1935.
Absolwent Gimnazjum Realnego w Łowiczu i Politechniki w Karlsruhe. Po pobycie w Niemczech przeniósł się do Warszawy, gdzie zarządzał kilkoma przedsiębiorstwami (m.in. „Biura technicznego Breitkopf i Przanowski, d. Leon Jantzen”).
W czasie I wojny był członkiem Komitetu Obywatelskiego Miasta stołecznego Warszawy i Zarządu Miasta Warszawy, kierował Sekcją Żywnościową. Zaangażował się także w działalność polityczną w ramach Międzypartyjnego Koła Politycznego. Należał do Polskiej Partii Postępowej. 7 grudnia 1917 wszedł do rządu Jana Kucharzewskiego jako minister aprowizacji. Ustąpił ze stanowiska wraz z całym gabinetem, w proteście przeciw pokojowi brzeskiemu.
W latach 1920–1921 w rządzie Wincentego Witosa objął ministerstwo przemysłu i handlu. Jako zwolennik wolnego rynku zlikwidował działające wcześniej urzędy etatystyczne: węglowy, naftowy, zbożowy. Nazywany był papieżem polskiego liberalizmu.
W 1921 dla uczczenia zasług inż. Stefana Przanowskiego – ówczesnego ministra przemysłu i handlu w Kopalni Soli w Wieliczce jednej z grot solnych nadano nazwę – komora Przanowski.
W czerwcu 1922 w czasie przesilenia rządowego desygnowany na premiera, gabinetu nie stworzył, gdyż nie uzyskał poparcia Naczelnika Państwa – Józefa Piłsudskiego. W 1922 kandydował do Sejmu RP z listy Centrum Mieszczańskiego, nie uzyskał jednak mandatu (wobec słabego wyniku całej listy); Przanowski wycofał się z polityki i pozostał przy działalności gospodarczej.
Przez wiele lat (1918–1930) był dyrektorem naczelnym, a następnie – od 1934 do śmierci w 1938 – prezesem Rady Nadzorczej Towarzystwa Akcyjnego Fabryk Metalowych „Norblin, Bracia Buch i T.Werner” w Warszawie.
Zaliczano Przanowskiego do najbardziej wpływowych przemysłowców i działaczy gospodarczych; zachował niezależność od kapitału obcego; był członkiem rad nadzorczych wielu spółek przemysłowych i banków:
- Banku Polskiego,
- Banku Śląskiego,
- Banku Dyskontowego,
- Polskiej Wytwórni Papierów Wartościowych (prezes Rady),
- Giełdy Pieniężnej w Warszawie,
- Górnośląskich Zjednoczonych Hut „Królewska” i „Laura” w Katowicach.

Był członkiem Prezydium Rady Centralnego Związku Polskiego Przemysłu, Górnictwa, Handlu i Finansów „Lewiatan”, wiceprezesem Izby Przemysłowo-Handlowej w Warszawie, wiceprezesem i członkiem Rady Polskiego Związku Przemysłowców Metalowych.
Wraz z Kołem Karlsruheńczyków przy Stowarzyszeniu Techników należał od 1924 do Polskiej Korporacji Akademickiej ZAG „Wisła”.
Mieszkał w Warszawie przy Alejach Ujazdowskich 36 (Kamienica pod Gigantami); w 1924 nabył majątek ziemski (ponad 600 ha), wraz z pałacem, w Nowej Wsi koło Starogardu Gdańskiego na Pomorzu.
W małżeństwie z Zofią z Grabowskich miał syna Wojciecha (1922–1962), żołnierza Powstania Warszawskiego, inżyniera-mechanika i córkę Izabelę Wasiak – polonistkę, nauczycielkę, wydawcę drugiego obiegu.
Pochowany na cmentarzu Powązkowskim (kwatera 170-6-25); nagrobek ozdobiony płaskorzeźbą „Smutek” – autorstwa Leona Szatzsznajdera.

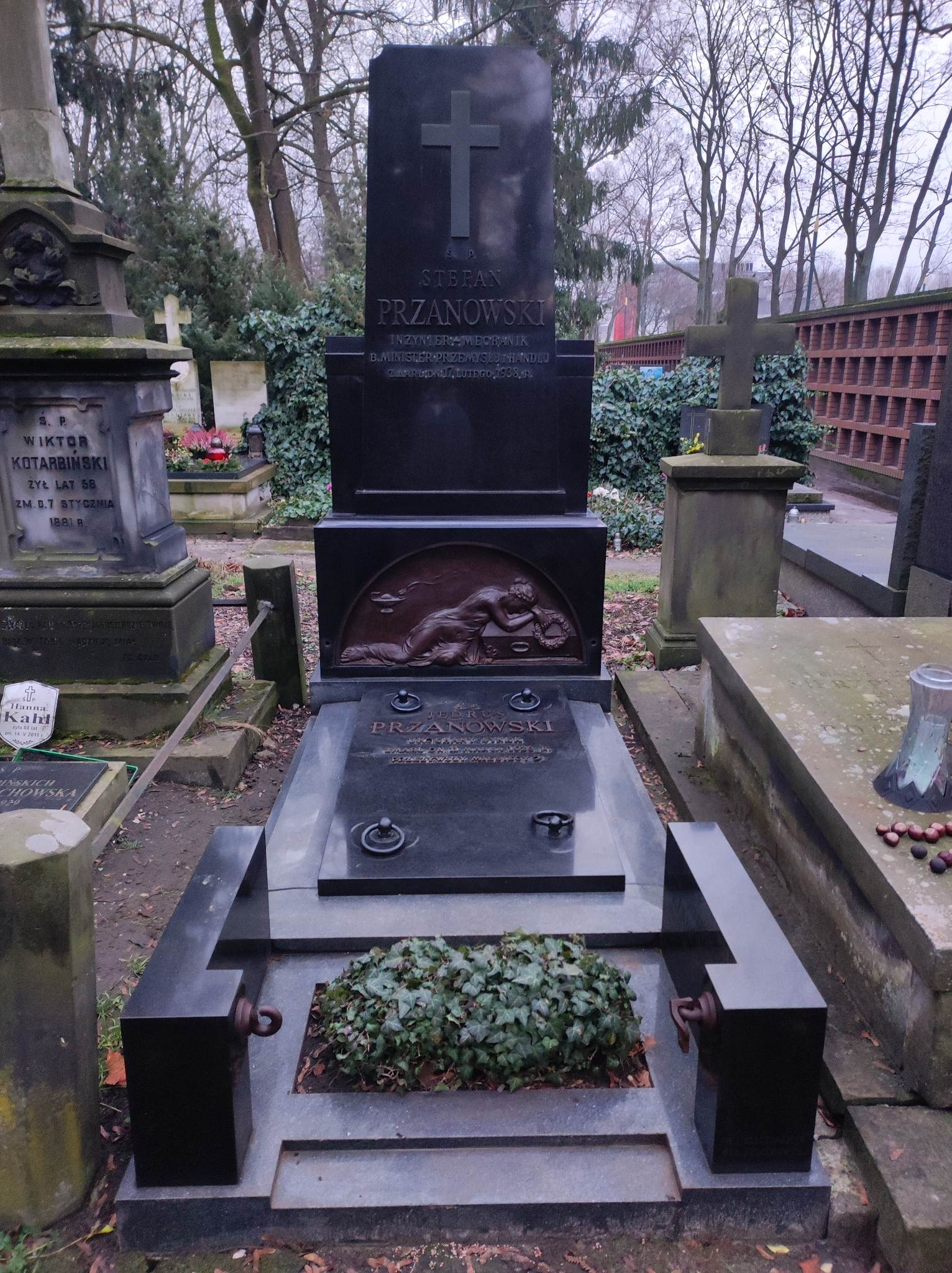
Grób ministra Stefana Przanowskiego na Starych Powązkach w Warszawie po renowacji w 2022 roku

W 2022 roku z inicjatywy Premiera RP Mateusza Morawieckiego grób ministra Przanowskiego o został odnowiony. Cały projekt był realizowany przez Fundację Stare Powązki we współpracy z Kancelarią Prezesa Rady Ministrów.

## Ordery i odznaczenia
- Krzyż Komandorski z Gwiazdą Orderu Odrodzenia Polski (10 listopada 1927)[8]
- Krzyż Komandorski Orderu Odrodzenia Polski (2 maja 1924)[9][10]
- Złoty Krzyż Zasługi (1937)
- Krzyż Komandorski z Gwiazdą Orderu Korony Rumunii (Rumunia, 1922)